# Kuvajtska vaterpolska reprezentacija
Kuvajtska vaterpolska reprezentacija predstavlja državu Kuvajt u športu vaterpolu.

## Osvojena odličja

### Razvojni trofej FINA-e u vaterpolu
- 2009.:  zlato
- 2011.:  bronca
- 2013.: 5. mjesto
- 2015.: 7. mjesto
- 2021.:  bronca